# Prosevania trichiosoma
Prosevania trichiosoma är en stekelart som först beskrevs av Cameron 1911.  Prosevania trichiosoma ingår i släktet Prosevania och familjen hungersteklar. Inga underarter finns listade i Catalogue of Life.